# Cameron Diaz
Cameron Michelle Diaz (n. 30 august 1972, San Diego, California) este o actriță și fost fotomodel american. În prezent stabilită în Los Angeles (BHPO), ea e cunoscută în mare parte datorită rolurilor sale din The Mask și Îngerii lui Charlie.

## Viața personală
Cameron Diaz s-a născut în San Diego, California, SUA. Mama sa, Billie Joann (născută Early), este un agent de import-export, iar tatăl său Emilio Luis Diaz (1949–2008) a lucrat mai bine de 20 de ani la compania petrolieră din California UNOCAL ca field gaugernecesită traducere. Cameron are o soră mai mare pe nume Chimene. Tatăl său s-a născut într-o familie cubaneză (de descendenți spanioli), care s-au stabilit în suburbia Tampei, în orașul Ybor City, mai târziu mutându-se cu traiul în California, unde Emilio și s-a născut. Mama sa are origini engleze, germane și irlandezo-scoțiene. Cameron a crescut în Long Beach, California, și a absolvit Long Beach Polytechnic High School.

## Relații
Din 1990 până în decembrie 1994, Diaz a conviețuit cu producătorul Carlos de la Torre. În 1995, Diaz a devenit partenera actorului Vincent D'Onofrio în timpul producției de Feeling Minnesota. Mai târziu, în 1995, ea a început o relație cu actorul Matt Dillon. Relația sa încheiat în decembrie 1998. Ea a avut o relație și cu actorul și membrul trupei de 30 Seconds to Mars Jared Leto în 1999, cu care s-a logodit în anul 2000. În 2003, au pus capăt relației lor de patru ani. Diaz a format un cuplu cu cântărețul Justin Timberlake între anii 2003-2006. în octombrie 2004, Diaz și Justin Timberlake au avut o altercație cu un fotograf de tabloid în afara unui hotel. Atunci când fotograful și un alt bărbat a încercat să-i fotografieze, cuplul le-a smuls aparatul de fotografiat. Imagini de la incident au apărut în Us Weekly. Reprezentanții perechii au afirmat că ei joacă scena unei noi serii. Diaz a mai fost într-o relație romantică cu starul de baseball, jucătorul lui New York Yankees, Alex Rodriguez, începând din iulie 2010 până în septembrie 2011.

## Filmografie

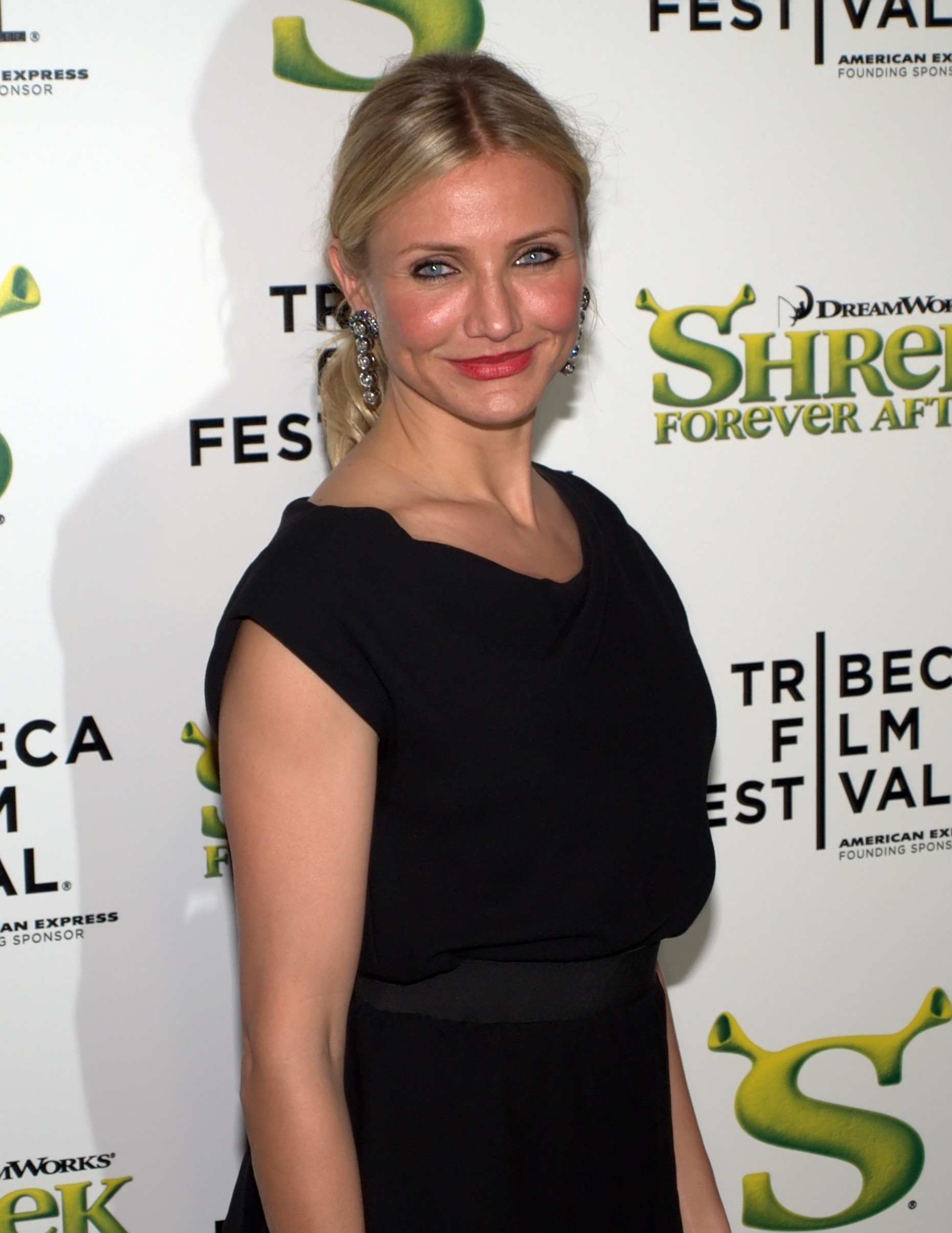
Cameron Diaz la premiera filmului Shrek pentru totdeauna (2010)

| An   | Titlu                                                                     | Rol                 | Note |
| ---- | ------------------------------------------------------------------------- | ------------------- | --- |
| 1994 | The Mask                                                                  | Tina Carlyle        | |
| 1995 | The Last Supper                                                           | Jude                | |
| 1996 | She's the One                                                             | Heather Davis       | |
| 1996 | Feeling Minnesota                                                         | Freddie Clayton     | |
| 1996 | Head Above Water                                                          | Nathalie            | |
| 1996 | Keys to Tulsa                                                             | Trudy               | |
| 1997 | My Best Friend's Wedding                                                  | Kimmy Wallace       | ALMA Award for Outstanding Actress in a Feature Film in a Crossover Role Blockbuster Award for Favorite Supporting Actress – Comedy Nominalizată la Satellite Award for Best Supporting Actress – Motion Picture |
| 1997 | A Life Less Ordinary                                                      | Celine Naville      | |
| 1998 | Fear and Loathing in Las Vegas                                            | TV reporter         | |
| 1998 | There's Something About Mary                                              | Mary Jensen         | American Comedy Award for Funniest Leading Actress in a Motion Picture Blockbuster Award for Favorite Actress – Comedy New York Film Critics Circle Award for Best Actress Nominalizată la ALMA Award for Outstanding Actress in a Feature Film in a Crossover Role Nominalizată la Golden Globe Award for Best Actress – Motion Picture Musical or Comedy |
| 1998 | Very Bad Things                                                           | Laura Garrety       | |
| 1999 | Man Woman Film                                                            | Celebrity           | Cameo |
| 1999 | Being John Malkovich                                                      | Lotte Schwartz      | Nominalizată la American Comedy Award for Funniest Supporting Actress in a Motion Picture Nominalizată la BAFTA Award for Best Actress in a Supporting Role Nominalizată la Chlotrudis Award for Best Supporting Actress Nominalizată la Golden Globe Award for Best Supporting Actress – Motion Picture Nominalizată la Las Vegas Film Critics Society Award for Best Supporting Actress Nominalizată la Satellite Award for Best Supporting Actress – Motion Picture Nominalizată la Online Film Critics Society Award for Best Supporting Actress Nominalizată la Online Film Critics Society Award for Best Acting Ensemble Nominalizată la Satellite Award for Best Supporting Actress – Motion Picture Nominalizată la Screen Actors Guild Award for Outstanding Performance by a Female Actor in a Supporting Role Nominalizată la Screen Actors Guild Award for Outstanding Performance by a Cast in a Motion Picture |
| 1999 | Things You Can Tell Just by Looking at Her                                | Carol Faber         | |
| 1999 | The Invisible Circus                                                      | Faith               | |
| 1999 | Any Given Sunday                                                          | Christina Pagniacci | ALMA Award for Outstanding Actress in a Feature Film Blockbuster Entertainment Award for Favorite Actress – Drama |
| 2000 | Îngerii lui Charlie                                                       | Natalie Cook        | Blockbuster Entertainment Award for Favorite Action Team (shared with Lucy Liu and Drew Barrymore) Nominalizată la Saturn Award for Best Supporting Actress Nominalizată la Satellite Award for Best Actress – Motion Picture Musical or Comedy |
| 2001 | Shrek                                                                     | Prințesa Fiona      | Voice |
| 2001 | Vanilla Sky                                                               | Julie Gianni        | Boston Society of Film Critics Award for Best Supporting Actress Chicago Film Critics Association Award for Best Supporting Actress Nominalizată la AFI Award for Best Actress Nominalizată la ALMA Award for Outstanding Supporting Actress in a Motion Picture Nominalizată la Broadcast Film Critics Association Award for Best Supporting Actress Nominalizată la Golden Globe Award for Best Supporting Actress – Motion Picture Nominalizată la Phoenix Film Critics Society Award for Best Supporting Actress Nominalizată la Dallas-Fort Worth Film Critics Association Award for Best Supporting Actress Nominalizată la Saturn Award for Best Supporting Actress Nominalizată la Screen Actors Guild Award for Outstanding Performance by a Female Actor in a Supporting Role |
| 2002 | The Sweetest Thing                                                        | Christina Walters   | |
| 2002 | Gangs of New York                                                         | Jenny Everdeane     | Nominalizată la Golden Globe Award for Best Supporting Actress – Motion Picture Nominalizată la Online Film Critics Society Award for Best Acting Ensemble |
| 2003 | Charlie's Angels: Full Throttle                                           | Natalie Cook        | Imagen Foundation Award for Best Actress Nominalizată la Golden Raspberry Award for Worst Actress |
| 2004 | Shrek 2                                                                   | Prințesa Fiona      | Voice |
| 2005 | In Her Shoes                                                              | Maggie Feller       | Nominalizată la Imagen Foundation Award for Best Actress |
| 2006 | The Holiday                                                               | Amanda Woods        | Nominated — ALMA Award for Outstanding Supporting Actress in a Motion Picture |
| 2007 | Shrek the Third                                                           | Prințesa Fiona      | Voice |
| 2007 | Shrek the Halls                                                           | Prințesa Fiona      | Voice |
| 2008 | What Happens in Vegas                                                     | Joy McNally         | |
| 2009 | My Sister's Keeper                                                        | Sara Fitzgerald     | Nominalizată la ALMA Award for Outstanding Actress – Motion Picture |
| 2009 | The Box                                                                   | Norma Lewis         | |
| 2010 | Shrek Forever After                                                       | Prințesa Fiona      | Voice Nominalizată la Annie Award for Voice Acting in a Feature Production |
| 2010 | Scared Shrekless                                                          | Prințesa Fiona      | Voice |
| 2010 | Knight and Day                                                            | June Havens         | |
| 2011 | The Green Hornet                                                          | Lenore Case         | |
| 2011 | Bad Teacher                                                               | Elizabeth Halsey    | Teen Choice Award Choice Movie Actress: Comedy Nominalizată la ALMA Award for Outstanding Actress – Musical or Comedy |
| 2012 | What to Expect When You're Expecting                                      | Jules               | |
| 2012 | Gambit                                                                    | PJ Puznowski        | |
| 2012 | A Liar's Autobiography: The Untrue Story of Monty Python's Graham Chapman | Sigmund Freud       | |
| 2013 | The Counselor                                                             | Malkina             | |
| 2014 | The Other Woman                                                           | TBA                 | Filming |
| 2014 | Annie                                                                     | Miss Hannigan       | |